# 茄官
茄官，《红楼梦》人物，贾府买来的十二个唱的女子之一（其餘是：文官、寶官、玉官、齡官、菂官、藕官、蕊官、芳官、葵官、豆官、艾官），老旦。戏班解散后，送与尤氏作丫鬟。后来，王夫人以“唱戏的女孩都是狐狸精”为由将她同其它唱戏的女孩子逐出大观园，从此再无信息。 